# Bibliotherapie
Bibliotherapie is een therapie waarbij gebruikgemaakt wordt van geschreven teksten zoals zelfhulpboeken, handleidingen, romans en prentenboeken om  mensen van alle leeftijden te helpen met hun psychische en fysieke problemen. 
Reeds de oude Grieken hielden voor dat literatuur zowel psychologisch als spiritueel belangrijk was, en plaatsten boven hun bibliotheek een bord met het opschrift "Plaats ter genezing van de ziel". Bij bibliotherapie kiest men lectuur uit als therapeutisch hulpmiddel bij medische en psychiatrische behandeling. Dit gerichte lezen als begeleiding bij de oplossing van persoonlijke problemen wordt bijvoorbeeld ook aangewend in ziekenhuizen. Vaak wordt bibliotherapie gecombineerd met (andere vormen van) psychotherapie.